# Suzuki TU 125 X
Die TU 125 X ist ein Motorradmodell des japanischen Herstellers Suzuki.
Sie wurde in Deutschland nur ein Jahr (1999) und in zwei Versionen angeboten. Dabei handelt es sich um die Variante A (TU 125 XT) und die für die Führerscheinklasse A1 gedrosselte Variante B (TU 125 XTU). Die im Stil der 1950er Jahre erscheinende „TUX“ ist  motor- und fahrwerkseitig ein Ableger der langjährig angebotenen Suzuki GN 125 und eng verwandt mit der in Deutschland nicht angebotenen Suzuki TU 250 X.
Die Stärken dieses zierlichen Retro-Motorrads sind seine Handlichkeit, der geringe Kraftstoffverbrauch und die Laufkultur des Motors. Negativ fallen die bescheidenen Bremsen und die geringe Höchstgeschwindigkeit auf.
Es waren zwei Farbvarianten, Weinrot mit beiger Sitzbank und Schwarz mit weißem Dekor lieferbar.